# 法护
法護具有多个梵文或巴利文来源，汉语皆翻译爲“法护”；也是常见佛教僧侣法名，同名者甚多。本条目试举其中著名者几例。

## Dharma-rakṣa
Dharmarakṣa义爲被法（dharma）保护着（rakṣa）。可以指：
- 法護，又称达摩罗刹、竺法護、敦煌菩薩，晉代譯經僧，原為月支人，世居敦煌，於晋武帝泰始元年（265年）來華，譯經多部，講經不輟。[1]
- 法护 (孔雀王朝)（英语：Dharmarakṣita），阿育王时期的弘教僧，《大史》记载他是希腊人。
- 法护 (9世纪)（英语：Dharmarakṣita (9th century)），9世纪时印度僧侣，阿底峡的老师，著有《制敵要害利器之輪》（藏语：blo-sbyong mtshon-cha 'khor-lo）。

## Dharma-pāla
Dharmapala义爲保护（pala）佛法（dharma）。可以指：
- 法護尊者（英语：Dhammapāla），古印度上座部佛教大寺派的學者，生卒年代稍晚於5世紀時之覺音。居於印度東南沿海巴钵多羅底陀寺（英语：Badaratittha）及位於纳加帕蒂南建于阿育王時代的珠陀摩尼寺（英语：Chudamani Vihara）中。[1]注釋小部經典中佛音所未注釋之《自說經》、《如是語經》、《天宮事經》、《餓鬼事經》、《長老偈》、《長老尼偈》、《行藏》等七部，合稱《勝義燈》（Paramatthadipani）。著有《清淨道論大疏鈔》（Visuddhimagga-mahaṭīkā），解釋覺音之清淨道論，以破無畏山寺派等見解，並提供當時南印度與錫蘭之佛教資料。
- 護法（530～561），古印度那爛陀寺大乘瑜伽行唯識學派論師。與中觀自續派清辯論師為同一時代的人物。玄奘傳來中國的《成唯識論》，主要依護法論師的見解註釋世親的《唯識三十論頌》。
- 法護（963～1058），宋代譯經僧，北印度迦濕彌羅國人，姓憍尸迦，屬婆羅門種。幼習四吠陀典及諸記論，後於中印度摩伽陀國堅固鎧宮寺出家。曾從希有乘、妙意尊、布施鎧等學毘尼、聲明、三乘之學，又訪名師學大乘經論。宋真宗景德元年（1004年），與法兄覺吉祥智至宋國汴京，奉獻佛舍利、貝葉梵經。受賜紫衣束帛，從事譯經；景德四年（1007年），受賜「傳梵大師」稱號；仁宗天聖元年（1023），受詔翻譯南海駐輦國使所進貢之金葉天竺梵經；景祐二年（1035），與惟淨合撰《天竺字源》七卷；至和元年（1054）因其戒德高勝，賜「普明慈覺傳梵大師」之號；嘉祐三年（1058年）示寂，世壽九十六，追諡「演教三藏」，嘗補「銀青光祿大夫試光祿卿」。師所譯經有《大乘集菩薩學論》、《大乘菩薩藏正法經》、《如來不思議祕密大乘經》、《大乘大方廣佛冠經》等三十五部二百七十卷，其譯文十分難解。[1][2]
- 達磨波羅（英语：Anagarika Dharmapala）（1864 – 1933），斯里蘭卡佛教的近代復興者，是斯里蘭卡獨立運動的領袖之一，亦是促成佛教再度於印度弘法的先驅者之一。創辦摩訶菩提會，宗旨為收復、維護印度菩提伽耶等佛教聖地及在世界各地復興佛教。晚年出家成為比丘，法名為Dharmapala。

## Dharma-gupta
Dharmagupta义爲密护、防守（gupta）着佛法（dharma）。可以指：
- 法護，又称曇摩鞠多、達摩鞠多，印度聖僧，生卒年不詳，據记载享壽八百歲，是開元三大士之一善無畏的密法老師。[1]